# Hội đồng hương
Hội đồng hương (viết tắt: HĐH) là một hội của những người cùng quê hương, làng xóm, đây là một hình thức hội nhóm thường thấy ở Việt Nam, đây là một nhóm người cùng quê hương đang sống ở một nơi xa quê và cùng nhau tụ tập, lập hội để giao lưu và giúp đỡ lẫn nhau trên tinh thần cùng chung nơi chôn nhau cắt rốn, đó là tổ chức của những người cùng quê hương đang sinh sống và làm việc tại một nơi xa.

## Tổng quan
Hội đồng hương có các cấp tổ chức rất dạng, từ hội đồng hương của những người trong tỉnh tại tỉnh thành phố khác hoặc ở nước ngoài cho đến hội đồng hương của những người cùng làng, xóm... hình thức sinh hoạt chủ yếu của hội đồng hương là họp hội đồng hương, liên hoan, trao đổi, giúp đỡ, tương trợ lẫn nhau... hoạt động của Hội đồng hương chủ yếu dựa trên sự đóng góp tự nguyện, tùy tâm của từng hội viên. Trong Hội đồng hương thường có Trưởng ban trong ban liên lạc thường sẽ đi quyên góp, gây quỹ.
Hội đồng hương được hình thành trên nguyên tắc cùng hướng về quê hương, hội có thể không mang màu sắc tôn giáo, không mang màu sắc chính trị mà là một tổ chức thiện nguyện và phi lợi nhuận vì cộng đồng. Lập hội đồng hương được coi là nghĩa cử cao đẹp, bởi qua đó bà con có thể chung tay chung sức đồng lòng giúp đỡ nhau lúc hoạn nạn, khó khăn với tinh thần "lá lành đùm lá rách", "thương người như thể thương thân", "bán anh em xa mua láng giềng gần"…
Với hội đồng hương tại những nơi ngoài quê hương, bà con dựa vào nhau cùng làm ăn, cùng học tập lẫn nhau và phát huy những mặt mạnh, hạn chế các tiêu cực, hội sẽ tập hợp bà con lại để cùng giúp đỡ nhau những nhu cầu mưu sinh nơi xứ người. Đồng thời cũng nhắc nhở họ gìn giữ tình yêu quê hương, đất nước, luôn hướng về cội nguồn, động viên nhau học tập, làm việc và sinh sống, chung tay góp sức ủng hộ những người nghèo, có hoàn cảnh đặc biệt khó khăn ở quê hương vươn lên hoà nhập với cộng đồng.